# Medergen

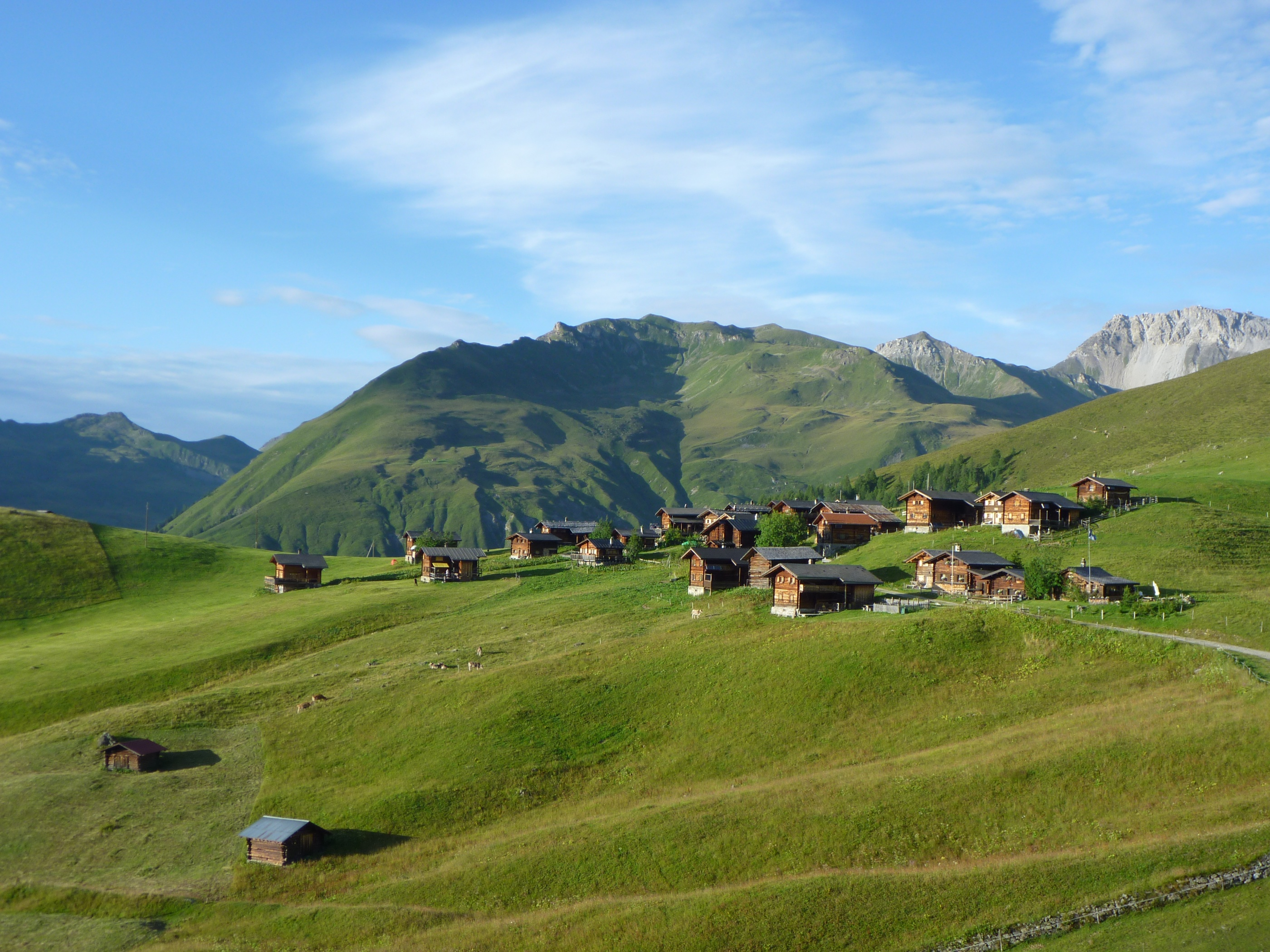
Medergen von Südwesten

Medergen (schweizerdeutsch: Medrige) ist eine auf 2000 m gelegene Alpsiedlung in der Nähe von Arosa im schweizerischen Kanton Graubünden. Es gehörte zur ehemaligen Gemeinde Langwies im Schanfigg und liegt auf einem aussichtsreichen Hochplateau westlich der Strelakette im Schosse der 2706 m hohen Mederger Flue. Seit Anfang 2013 ist Medergen Teil der Gemeinde Arosa.

## Geschichte

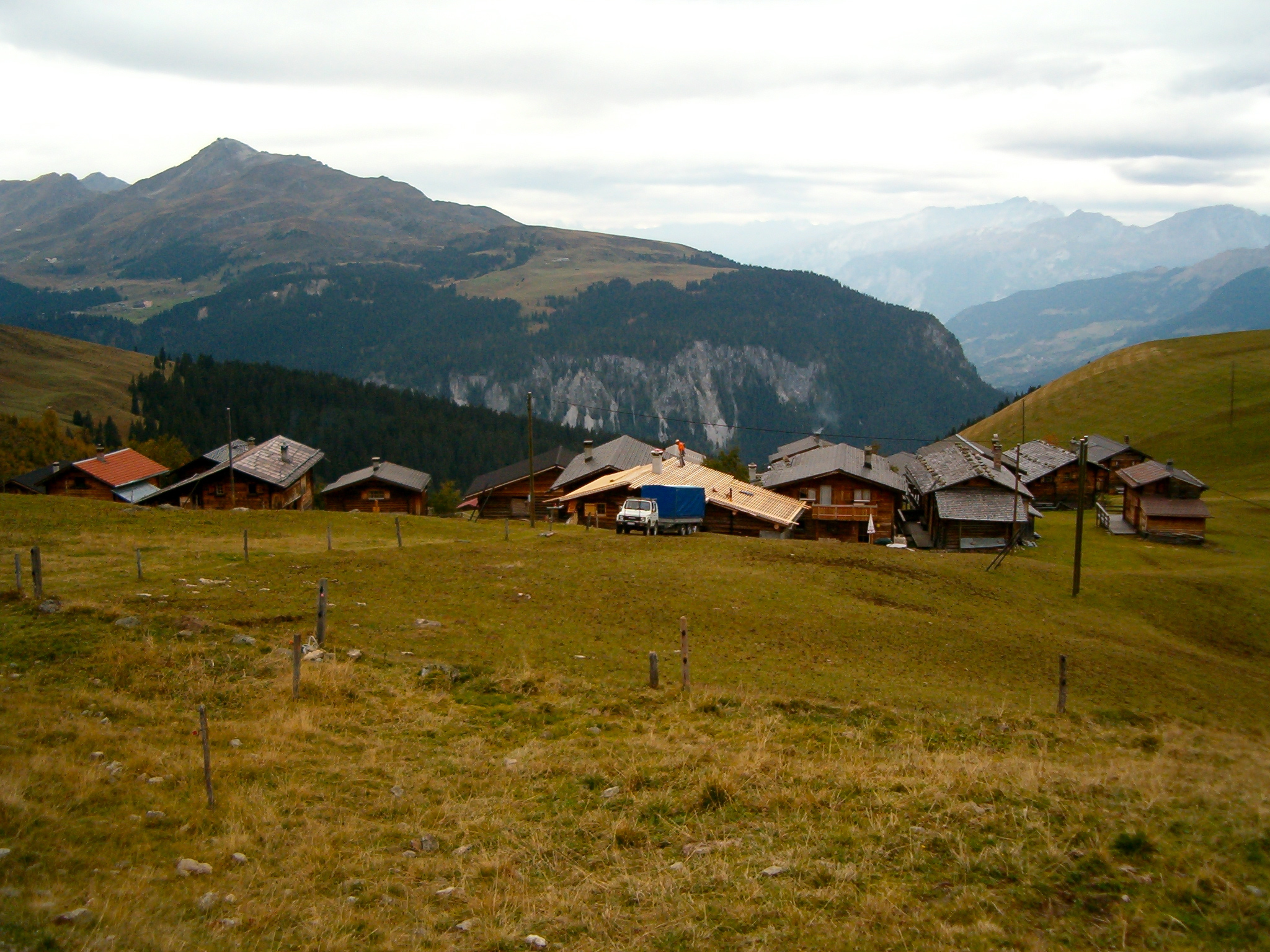
Medergen mit Plattenhorn, Weisshorn, Brüggerhorn, Prätsch und Maran (im Uhrzeigersinn)

War Medergen ursprünglich einzig Alpgebiet der damals rätoromanischen Talbevölkerung, wurde es wie das Sapün, das Fondei und Arosa um das Jahr 1300 von aus dem Landwassertal einwandernden deutschsprachigen Walsern besiedelt und zur Dauersiedlung aufgewertet. Urkundlich erwähnt wurde Medergen 1272 im Zusammenhang mit "usufructum alpinum de Sampuin et Medi", 1307 als "alpem dictam Mederi" und 1508 als "uf Medrion". Der Name leitet sich vom walserischen Meder (mähbare Alpengrasflächen) ab. Die ganzjährige Besiedlung von Medergen dauerte aufgrund der Höhenlage und der entsprechenden schwierigen klimatischen Bedingungen allerdings nicht so lange wie etwa im Fondei oder Sapün. So besass Medergen denn auch nie eine eigene Schule oder Poststelle.

## Heutige Nutzung
Die typischen Walserhäuser auf Medergen dürfen aus baurechtlichen Gründen weder Strom noch fliessend Wasser haben. Sie werden in der schneefreien Zeit teilweise noch als Maiensässbehausung, meist jedoch zu reinen Urlaubszwecken genutzt. Die Siedlung zählt zusammen mit Sapün Dörfji und Strassberg im Fondei zu den Langwieser Ortsbildern von nationaler Bedeutung (ISOS).
Das einzige Bergrestaurant «Alpenrose» wird nur in der Sommersaison betrieben, von Mitte Juni bis Oktober. Hingegen ist das Naturfreundehaus Medergerfluh, das höchstgelegene Naturfreundehaus der Schweiz, am Rand der Siedlung Medergen ganzjährig zugänglich.

## Erschliessung

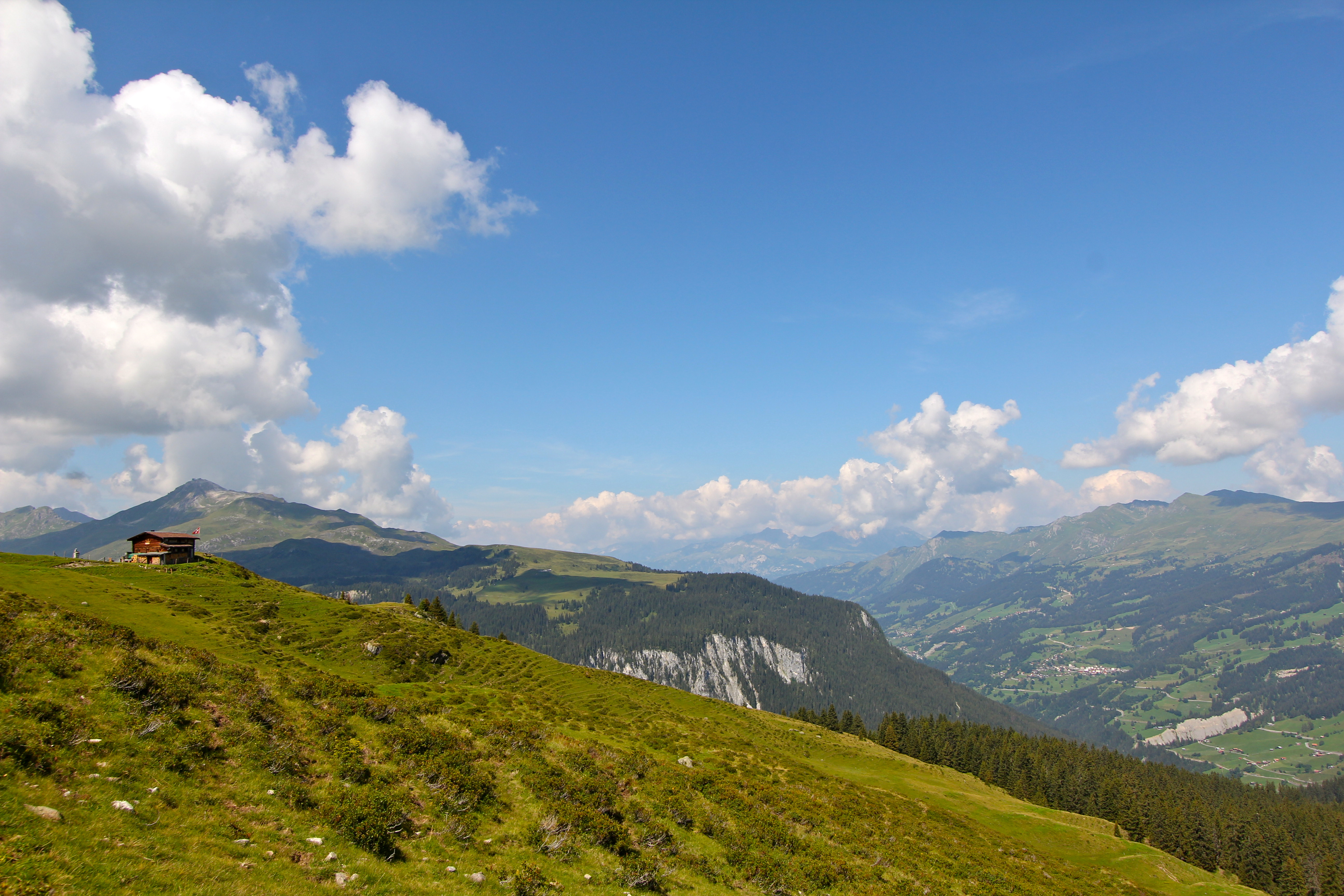
Naturfreundehaus Medergerfluh mit Weisshorn (links) und dem Schanfigg (rechts)

Medergen kann über einen von der Schanfiggerstrasse abzweigenden Fahrweg von der Sunnenrüti oder über den Schanfigger Höhenweg/Walserweg Graubünden vom Aroser Stausee und Grünsee aus erreicht werden. Fusspfade führen weiter ins Sapün, über den Tritt und die Latschüelfurgga nach Davos Platz und über die Schwifurgga (eigentlich: Furggaltji) nach Davos Frauenkirch. Im Winter ist Medergen – wie auch die benachbarte Alp Tieja – aufgrund seiner Lage ein beliebtes Skitourenziel.

## Varia
Der im Juli 2012 erstmals veranstaltete Gebirgslauf Swiss Irontrail führte ab 2014 kurzzeitig von Urdenfürggli-Hörnlihütte via Carmenna-Weisshorn nach Arosa und von dort über Medergen-Sapün-Strelapass nach Davos.
Die Episode 10 der 10. Staffel von Bauer, ledig, sucht… mit Gastmoderatorin Christa Rigozzi wurde im Sommer 2014 in Medergen und am Untersee in Arosa gedreht.